# Südafrikanische Cricket-Nationalmannschaft in Australien in der Saison 2012/13
Die Tour der südafrikanischen Cricket-Nationalmannschaft nach Australien in der Saison 2012/13 fand vom 9. November bis zum 3. Dezember 2012 statt. Die internationale Cricket-Tour war Bestandteil der Internationalen Cricket-Saison 2012/13 und umfasste drei Tests. Südafrika gewann die Serie mit 1–0.

## Vorgeschichte
Für beide Teams war es die erste Tour der Saison. Die letzte Tour der beiden Mannschaften gegeneinander fand in der Saison 2011/12 in Südafrika statt.

## Stadien
Die folgenden Stadien wurden für die Tour als Austragungsort vorgesehen und am 19. Juli 2012 festgelegt.
| Stadt    | Stadion       | Kapazität | Spiele  |
| -------- | ------------- | --------- | ------- |
| Adelaide | Adelaide Oval | 53.583    | 2. Test |
| Brisbane | The Gabba     | 42.000    | 1. Test |
| Perth    | WACA Ground   | 20.000    | 3. Test |

## Kaderlisten
Südafrika benannte seinen Test-Kader am 10. Oktober 2012.
Australien benannte seinen Test-Kader am 28. Oktober 2012.
| Test | Test |
| Australien | Südafrika |
| --- | --- |
| - Michael Clarke (K) - Shane Watson (VK) - Ed Cowan - John Hastings - Josh Hazlewood - Ben Hilfenhaus - Michael Hussey - Mitchell Johnson - Nathan Lyon - James Pattinson - Ricky Ponting - Rob Quiney - Peter Siddle - Mitchell Starc - Matthew Wade (wk) - David Warner | - Graeme Smith (K) - AB de Villiers (VK & wk) - Hashim Amla - JP Duminy - Dean Elgar - Faf du Plessis - Imran Tahir - Jacques Kallis - Rory Kleinveldt - Morne Morkel - Alviro Petersen - Robin Peterson - Vernon Philander - Jacques Rudolph - Dale Steyn - Thami Tsolekile (wk) |

## Tour Match
| 2. – 4. November Scorecard | Sydney | Australia A 480-7d (135) & 13-1 (10) | – | South Africans 277-6d (105) |
|                            |        | Remis                                |   |                             |

## Tests

### Erster Test in Brisbane
| 9. – 13. November Scorecard | Brisbane | Südafrika 450 (151.4) & 166-5 (68) | – | Australien 565-5d (138) |
|                             |          | Remis                              |   |                         |

### Zweiter Test in Adelaide
| 22. – 26. Juni Scorecard | Adelaide | Australien 550 (107.2) & 267-8d (70) | – | Südafrika 380 (124.3) & 248-8 (148) |
|                          |          | Remis                                |   |                                     |

### Dritter Test in Perth
| 30. November – 3. Dezember Scorecard | Perth | Südafrika 225 (74) & 569 (111.5) | – | Australien 163 (53.1) & 322 (82.5) |
|                                      |       | Südafrika gewinnt mit 309 Runs   |   |                                    |

## Statistiken
Die folgenden Cricketstatistiken wurden bei dieser Tour erzielt.
| Tests          | Tests      | Tests   | Tests   | Tests   | Tests   | Tests   | Tests   | Tests   |
| Batting        | Batting    | Batting | Batting | Batting | Batting | Batting | Batting | Batting |
| Spieler        | Mannschaft | Spiele  | Innings | Runs    | Average | HS      | 100s    | 50s     |
| -------------- | ---------- | ------- | ------- | ------- | ------- | ------- | ------- | ------- |
| Michael Clarke | Australien | 3       | 5       | 576     | 144,00  | 259*    | 2       | 0       |
| Hashim Amla    | Südafrika  | 3       | 6       | 377     | 62,83   | 196     | 2       | 0       |
| Jacques Kallis | Südafrika  | 3       | 6       | 339     | 56,50   | 147     | 1       | 1       |
| Michael Hussey | Australien | 3       | 5       | 295     | 59,00   | 103     | 2       | 1       |
| Faf du Plessis | Südafrika  | 2       | 4       | 293     | 146,50  | 110*    | 1       | 2       |
| Bowling        |            |         |         |         |         |         |         |         |
| Spieler        | Mannschaft | Spiele  | Overs   | Wickets | Average | BBI     | 5W      | 10W     |
| Morné Morkel   | Südafrika  | 3       | 109     | 14      | 28,50   | 5/146   | 1       | 0       |
| Dale Steyn     | Südafrika  | 3       | 109.3   | 12      | 30,83   | 4/40    | 0       | 0       |
| Nathan Lyon    | Australien | 3       | 178     | 12      | 40,50   | 3/41    | 0       | 0       |
| Peter Siddle   | Australien | 2       | 116.5   | 9       | 38,00   | 4/65    | 0       | 0       |
| Mitchell Starc | Australien | 1       | 44.5    | 8       | 26,12   | 6/154   | 1       | 0       |

## Player of the Series
Als Player of the Series wurden die folgenden Spieler ausgezeichnet.
| Serie | Player of the Series |
| ----- | -------------------- |
| Test  | Michael Clarke       |

### Player of the Match
Als Player of the Match wurden die folgenden Spieler ausgezeichnet.
| Spiel   | Player of the Match |
| ------- | ------------------- |
| 1. Test | Michael Clarke      |
| 2. Test | Faf du Plessis      |
| 3. Test | Hashim Amla         |